# Echeverri
Etxeberri (Etxeberri en euskera y de forma oficial) es una localidad y un concejo de la Comunidad Foral de Navarra (España) del municipio de Araquil, situado en la Merindad de Pamplona, en la comarca de La Barranca y a 21 km de la capital de la comunidad, Pamplona. Su población en 2014 fue de 57 habitantes (INE), su superficie es de 2,98 km² y su densidad de población es de 19,13 hab/km².

## Geografía física

### Situación
La localidad de Echeverri está situada en la parte occidental del municipio de Araquil a una altitud de 464 m s. n. m. Su término concejil tiene una superficie de 2,98 km² y limita al norte con Goldáraz en el municipio de Imoz, al este con el municipio de Irurzun, al sur con Izurdiaga y al oeste con los concejos de Eguiarreta y Echarren.

## Demografía

### Evolución de la población
| Gráfica de evolución demográfica de Echeverri entre 2000 y 2009 |
|                                                                 |
| Datos según el nomenclátor publicados por el INE.               |

## Actividad empresarial
Dentro del término municipal se encuentra la empresa agroalimentaria Lacturale.